# Bernhard Cullmann
Bernhard (Bernd) Cullmann  (Rötsweiler, 1 november 1949) is een Duits voormalig voetballer die als middenvelder speelde.
Met 1. FC Köln won hij in 1978 de Bundesliga en in 1977, 1978 en 1983 de DFB-Pokal. Met het Duits voetbalelftal werd Cullmann wereldkampioen in 1974 en Europees kampioen in 1980. Ook zijn zoon Carsten Cullmann speelde voor 1. FC Köln.